# Campo (Reguengos de Monsaraz)
Campo is een plaats (freguesia) in de Portugese gemeente Reguengos de Monsaraz en telt 840 inwoners (2001).